# Поталиво, Стефания
Стефания Поталиво (дат. Stephania Potalivo, 26 сентября 1986, Шарлоттенлунд, Дания) — датская актриса, модель и ведущая телешоу, сестра актёра и продюсера Кристиана Поталиво. Номинант и лауреат международных кинофестивалей.

## Биография
Стефания Поталиво дебютировала в качестве актрисы в возрасте девяти лет в фильме «Farligt venskab» (1995). В 1996 году снялась в короткометражном чёрно-белом фильме «Домовой» режиссёра Йеспера Нильсена. Партнёром актрисы впервые выступил пятилетний Морис Блинкенберг-Тране, сыгравший здесь её младшего брата (он снимался в этой же роли ещё и в двух следующих фильмах). Получила международное признание своими детскими ролями в среднеметражных фильмах Йеспера Нильсена. В фильме «Lykkefanten» (1997) сыграла дочку алкоголички, вынужденную заботиться о младшем брате и заниматься домашним хозяйством. Отчаявшаяся девочка решается на самоубийство, заставляющее мать изменить свой образ жизни. На фестивале Carrousel International du Film в 1998 году Стефания получила приз за лучшую женскую роль за роль в этом фильме. В фильме «Ogginoggen» (1997) сюжет разворачивается во время детского танцевального конкурса, на победу в котором претендуют две подруги. Героиню интересует не столько сам конкурс, сколько проявление симпатии со стороны партнёра в танце. Тогда же был создан документальный фильм о съёмках этих двух лент — «Запрещено для детей (Маленькая большая сестра) — Создание» («Forbudt for børn — Bakon»), где юная актриса сыграла саму себя. Два среднеметражных фильма были объединены в прокате (1998 год) в альманах, также получивший название «Запрещено для детей» («Forbudt for børn»). Три фильма, в которых актриса сыграла главную героиню — девочку Иду, получили большое количество наград на международных кинофестивалях (три награды Carrousel International du Film 1998; приз Robert Festival 1999).
В 1998 году сыграла роль второго плана в детском фильме «Альберт», а в 2000 году подобную же роль в фильме-мюзикле «Чудо» (фильм получил пять наград международных фестивалей и пользовался зрительским успехом).
Стефания Поталиво проходила обучение в Det Danske Film Skuespiller Akademi в 2009—2010 годах.
Взрослые роли актрисы уступают её детским работам, она снимается в короткометражных фильмах независимых режиссёров (некоторые из них добились серьёзного успеха на международных кинофестивалях) и телесериалах. В 2015 году она была номинирована на Robert Festival в категории «Лучшая женская роль в ТВ-сериале» за фильм «Sjit Happens».
Стефания Поталиво вышла в финал конкурса «Танцы со звездами» в 2015 году с Morten Kjeldgaard в качестве партнера. Выступает в качестве фотомодели, ведёт бурную светскую жизнь, принимает участие в телешоу. Широкую известность получили её розыгрыши для телевидения, часто имеющие экстремальный характер. Во время одного из них на глазах ничего не подозревающих работодателей во время собеседования при поступлении на работу Поталиво выбрасывается в окно.

## Избранная фильмография
| Год       | Фильм                                                                                                | Роль        | Награды                                                                             |
| --------- | --- | ----------- | ----------------------------------------------------------------------------------- |
| 1995      | Farligt venskab                                                                                      | Анна        |                                                                                     |
| 1996      | Домовой (Buldermanden, короткометражный)                                                             | Ида         |                                                                                     |
| 1997      | Lykkefanten                                                                                          | Ида         | Carrousel International du Film 1998 — Победитель в номинации «Лучшая женская роль» |
| 1997      | Ogginoggen                                                                                           | Ида         |                                                                                     |
| 1998      | Запрещено для детей (Маленькая большая сестра) — Создание (Forbudt for børn — Bakon, документальный) | Ида         |                                                                                     |
| 1998      | Альберт (Albert)                                                                                     | Сабрина     |                                                                                     |
| 2000      | Чудо                                                                                                 | Карен Элиза |                                                                                     |
| 2012-2015 | Sjit Happens (ТВ-сериал)                                                                             | Ane         | Номинация на Robert Festival 2015 в категории «Лучшая женская роль в ТВ-сериале»    |